# Glochidion nemorale
Glochidion nemorale är en emblikaväxtart som beskrevs av George Henry Kendrick Thwaites. Glochidion nemorale ingår i släktet Glochidion och familjen emblikaväxter.
Artens utbredningsområde är Sri Lanka. Inga underarter finns listade i Catalogue of Life.